# シャーリー・テンプル (カクテル)

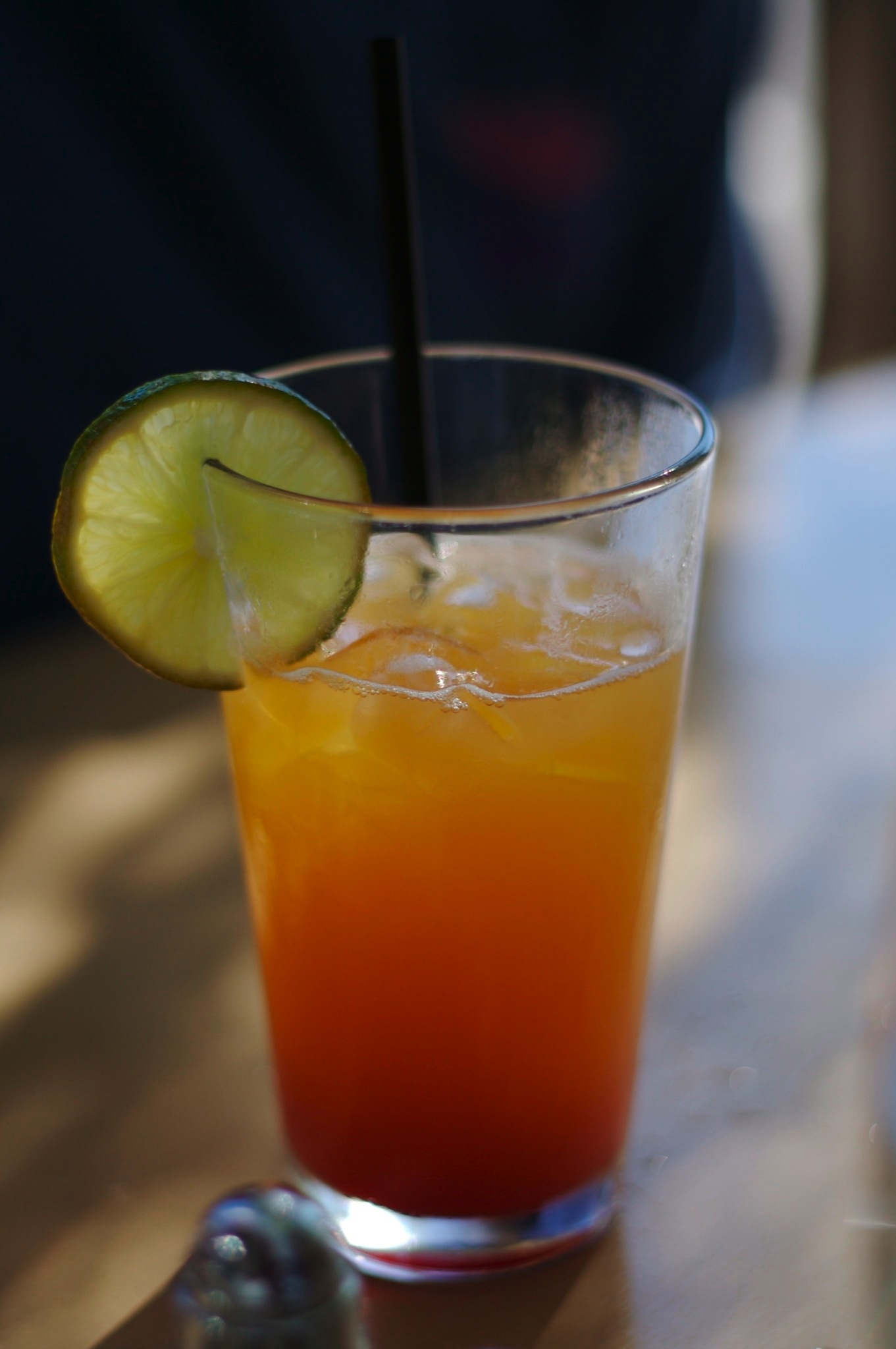
シャーリー・テンプル

シャーリー・テンプルはノンアルコールカクテルの名称。ノンアルコールカクテルの代表格とされる。名称は1930年代の名子役として知られるシャーリー・テンプルにちなんだものである。結婚後の名前にちなんだシャーリー・テンプル・ブラックというバリエーションも存在する。

## 概要
シャーリー・テンプルが滞在していたハワイのホテルで誕生したと言われる。
国際バーテンダー協会 (IBA)のオフィシャルカクテルに選定されている。

## 代表的なレシピ
IBAのレシピは以下の通り。
グレナデンシロップにジンジャーエールを適量加え混ぜて、ホーセズ・ネックのようにひも状にしたレモン皮を飾る。
正式はレシピは上述のようにレモン皮の飾りを用いるが、カットレモン、マラスキーノチェリーが使われることもある。ジンジャーエールに替えて、レモネードを使用することもある。

## バリエーション
シャーリー・テンプル・ブラック
ジンジャーエールに替えてコカ・コーラを使用する。
ダーティー・シャーリー
シャーリー・テンプルにウォッカを加える。